# Derek Parra
Derek Parra (* 15. März 1970 in San Bernardino, Kalifornien) ist ein US-amerikanischer Eisschnellläufer.
Er gewann bei den Olympischen Spielen 2002 in Salt Lake City die Goldmedaille über 1500 Meter und Silber über 5000 Meter hinter dem Niederländer Jochem Uytdehaage. 
Parra war Weltmeister im Inlineskating, bevor er zum Eisschnelllauf wechselte, da Inlineskating nicht olympisch war. Seine erfolgreichste Saison war die Saison 2001/2002. Neben dem Gewinn der beiden olympischen Medaillen hielt er kurzzeitig den Weltrekord über 5000 Meter und wurde Dritter bei den Allround-Weltmeisterschaften.
Bei den Olympischen Spielen 2006 in Turin konnte er nicht mehr überzeugen und belegte über 1500 Meter den 19. Platz.
Er lebt in Orlando (Florida), ist verheiratet und hat eine Tochter.